# Suma-ku (Kobe)

Emplacement de Suma-ku dans la ville de Kōbe.

Suma (須磨区, Suma-ku) est un des 9 arrondissements de Kōbe, au Japon. Sa superficie est de 30 km2 et sa population est de 156 368 habitants en janvier 2023.

## Universités
- Kobe Women's University